# Dvärggullhorn
Dvärggullhorn (Calocera furcata) är en svampart som först beskrevs av Elias Fries, och fick sitt nu gällande namn av Elias Fries 1827. Dvärggullhorn ingår i släktet Calocera och familjen Dacrymycetaceae.  Arten är reproducerande i Sverige. Inga underarter finns listade i Catalogue of Life.

## Källor

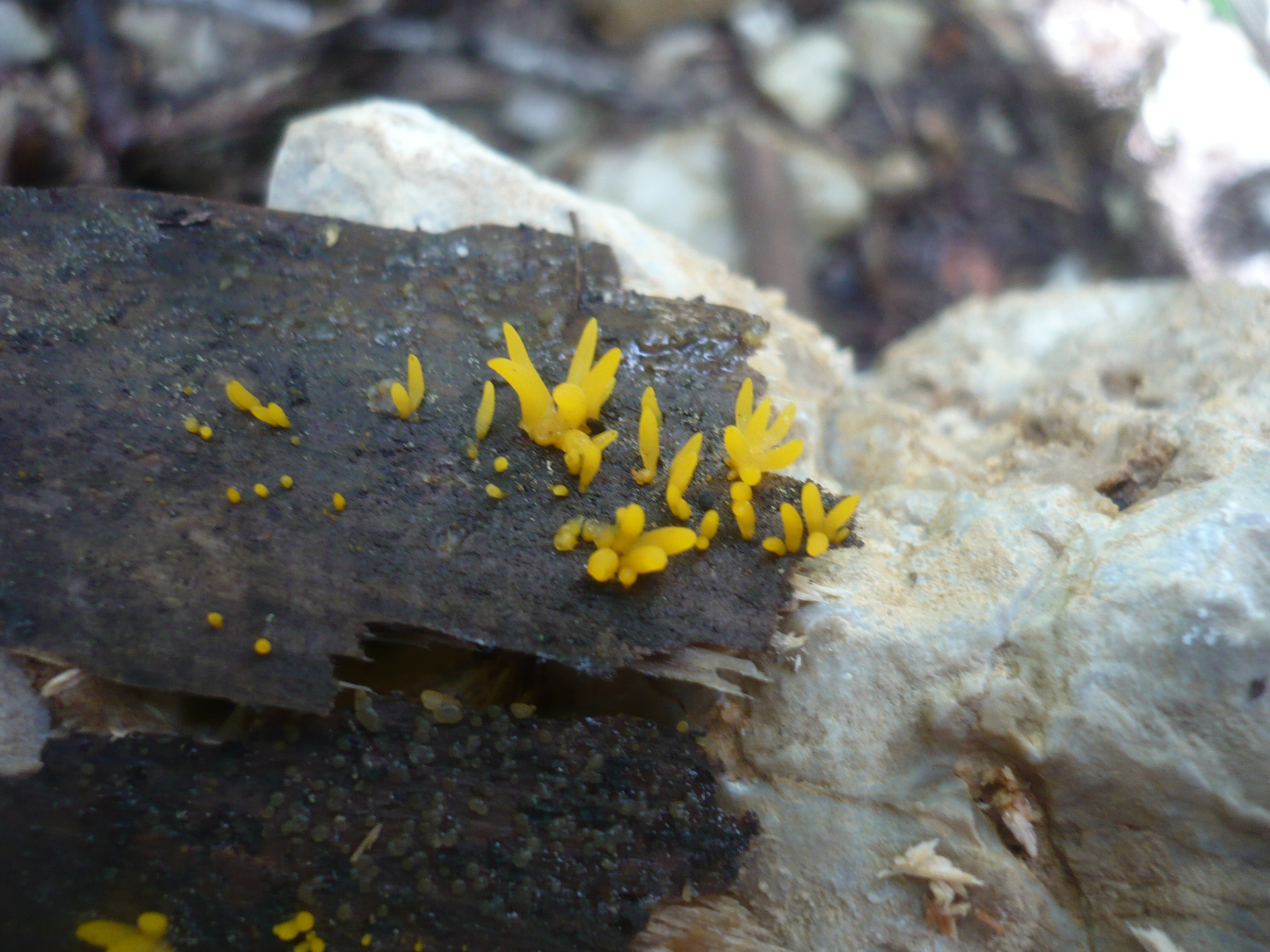
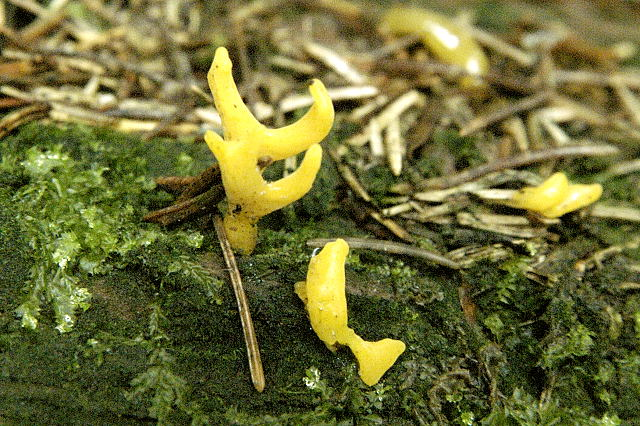